# Heaven, Earth and Beyond
Albums de Lisa Ekdahl
Sings Salvadore Poe (en)
(2001) En samling sånger
(2003)
Heaven, Earth and Beyond est le septième album de Lisa Ekdahl sorti en 2002.

## Titres
1. Rivers of Love
2. Open Door (*)
3. Deep Inside Your Dreams (*)
4. When Did You Leave Heaven
5. All I Really Want Is Love (*) en duo avec Henri Salvador
6. It's Oh So Quiet
7. Daybreak
8. Cry Me a River
9. Now or Never
10. My Heart Belongs to Daddy
11. The Color of You
12. Nature Boy
13. Sunny Weather
14. I Can't Get Started (*)
15. But Not for Me
16. Stranger on Earth
17. Open Door (*)